# 베르수아
베르수아(프랑스어: Versoix)는 스위스 제네바주 북동부에 위치한 도시로, 면적은 10.51km2, 높이는 385m, 인구는 13,108명(2011년 8월 기준), 인구 밀도는 1,247명/km2이다. 레만호 우안과 접한다.

## 지리

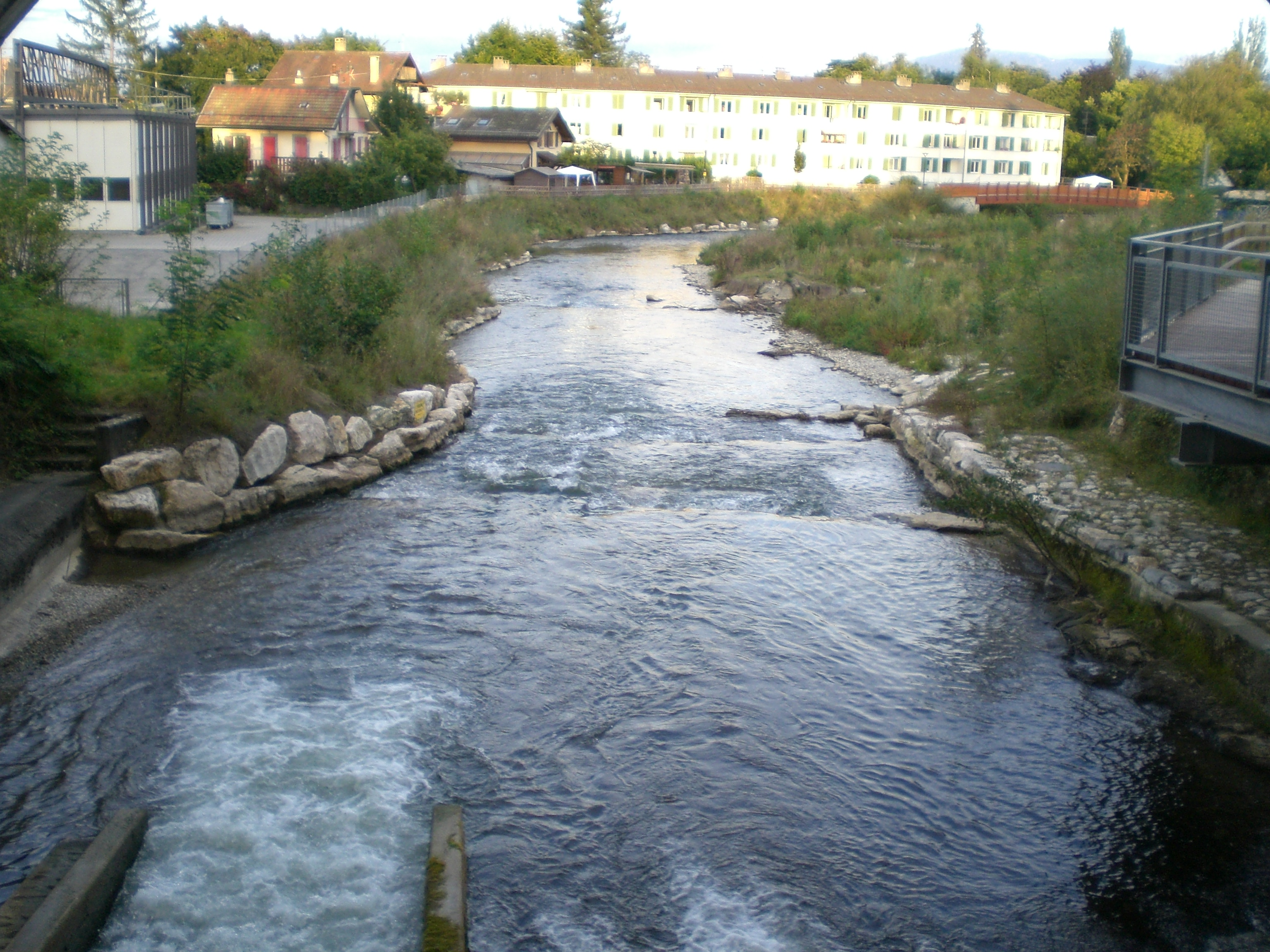
베르수아의 베르수아강, 2007년

베르수아의 면적은 2009년 기준으로 10.51k㎡이다. 이 지역 중 3.06k㎡ (29.1%)가 농업 목적으로 사용되는 반면 4k㎡ (38.1%)는 삼림으로 사용된다. 나머지 토지 중 3.4k㎡ (32.4%)가 정착(건물 또는 도로), 0.08k㎡ (0.8%)가 강 또는 호수이고, 0.01k㎡ (0.1%)는 비생산적인 토지이다.
건축 면적 중 주택과 건물이 19.4%, 교통기반시설이 8.7%를 차지했다. 공원, 녹지대, 운동장이 2.8%를 차지했다. 산림 면적은 전체 토지의 36.1%가 삼림이 우거져 있고 2.0%는 과수원이나 작은 나무군락으로 덮여 있다. 농경지 중 23.1%는 작물 재배에 사용되고 3.5%는 목초지이며 2.5%는 과수원이나 포도나무 작물에 사용된다. 시정촌의 물 중 0.4%는 호수에, 0.4%는 강과 시내에 있다.
베르수아의 지자체는 리슐리앙, 크뢰송, 소베르니, 쁘띠생루프, 에코지아, 베르수아 라 빌, 퐁 세아르, 포르 슈와슬, 베르수아 부르그, 베르수아 - 락, 크레브의 마을로 구성된다.
보주가 시작되기 전 로잔으로 향하는 북동쪽 도로에 있는 제네바주의 마지막 마을이다. 코페와 제네바 사이를 운행하는 스위스 연방 철도 노선의 기차역이다. 보주 쪽에서 다음 마을은 Mies라고 한다.
제네바 중심부에서 거리는 약 10km이며, 시내까지는 기차나 자동차로 약 15분이 소요된다.

### 기후
연평균 기온은 9°C이고 평균 연간 강우량은 930mm이다.

## 인구통계
2020년 12월 기준, 베르수아의 인구는 13,281명이다. 2008년 기준으로 인구의 41.7%가 거주하는 외국인이다. 지난 10년(1999-2009년) 동안 인구는 23.3%의 비율로 변화했다. 이주로 인해 19%의 비율로, 출생 및 사망으로 인해 5.8%의 비율로 변경되었다.
2000년 기준, 인구 대부분인 7,611명(73.8%)이 프랑스어를 사용하며, 영어가 두 번째로 많이 사용(738 또는 7.2%)되고 독일어가 세 번째(415 또는 4.0%)이다. 이탈리아어를 할 수 있는 사람은 281명이고, 로만슈어를 할 수 있는 사람은 3명이다.
2008년 기준으로 인구의 성별 분포는 남성 48.3%, 여성 51.7%이다. 인구는 3,465명의 스위스 남성(인구의 26.6%)과 2,831명(21.7%)의 비 스위스계 남성으로 구성되었다. 스위스 여성은 4,013명(30.8%), 비스위스계 여성은 2,713명(20.8%)이었다. 지자체의 인구 중 1,979 또는 약 19.2%가 2000년에 베르수아에서 태어나 그곳에서 살았다. 같은 주에서 태어난 1,978 또는 19.2%가 있었고, 1,603 또는 15.5%가 스위스 다른 곳에서 태어났다. 4,052명(39.3%)은 스위스 이외의 지역에서 태어났다.
2008년에는 스위스 시민이 75명, 비스위스계 시민이 54명이었고, 같은 기간에 스위스 시민이 57명, 비스위스계 시민이 10명 사망했다. 이민과 이주를 무시하면, 스위스 시민의 인구는 18명이 증가한 반면 외국인 인구는 44명이 증가했다. 스위스에서 이주한 스위스 남자는 39명, 스위스 여자는 40명이었다. 동시에 다른 나라에서 스위스로 이주한 124명의 비스위스계 남성과 94명의 비스위스계 여성이 있었다. 2008년 전체 스위스 인구 변화(시 경계를 넘는 이동을 포함한 모든 출처에서)는 56명이 증가했고, 비스위스계 인구는 211명이 증가했다. 이는 2.2%의 인구 증가율을 나타낸다.
인구의 연령 분포(2000년 기준)는 어린이와 청소년(0~19세)이 전체 인구의 28.3%, 성인(20~64세)이 60.5%, 노인(64세 이상)이 11.2%를 차지한다.
2000년 기준으로 시정촌에 미혼이거나 독신인 사람은 4,482명이다. 기혼자는 4,717명, 미망인은 421명, 이혼한 사람은 689명이다.
2000년 기준으로 시정촌의 개인가구는 3,977세대로 가구당 평균 2.4명이다. 1인 가구는 1,282가구, 5인 이상 가구는 296가구였다. 총 4,089가구 중 1인 가구가 31.4%로 부모와 동거하는 성인이 28가구였다. 나머지 가구 중 자녀가 없는 기혼 가구는 906가구, 자녀가 있는 기혼가구는 1,323가구로 자녀가 있는 편부모는 384가구이다. 혈연관계가 없는 사람이 54가구, 시설이나 기타 집단주택이 112가구였다.
2000년에는 총 1,179개의 주거용 건물 중 671호(전체의 56.9%)가 단독 주택이었다. 다가구는 243채(20.6%), 주로 주거용으로 사용되는 다목적 건물은 201채(17.0%), 기타 용도(상업, 공업)가 64채(5.4%)였다. 단독주택 중 1919년 이전에 113채, 1990~2000년 사이에 90채가 건설됐다. 1981~1990년 사이에 단독주택(138채)이 가장 많았다. 그 다음으로 많은 주택(39채)이 1991년에서 1995년 사이에 지어졌다. 1996년에서 2000년 사이에 19채의 다가구 주택이 건설되었다.
2000년에는 시정촌에 4,536개의 아파트가 있었다. 가장 일반적인 아파트 크기는 3개의 방이었으며, 그중 1,406개가 있었다. 1인실 아파트 293채와 5실 이상 아파트 991채가 있었다. 이 중 상가주택은 3,734채(전체의 82.3%), 비수기형은 676채(14.9%), 공실은 126채(2.8%)였다. 2009년 기준 신규주택 건설률은 인구 1,000명당 6.1세대이다. 2010년 시정촌 공실률은 0.12%였다.

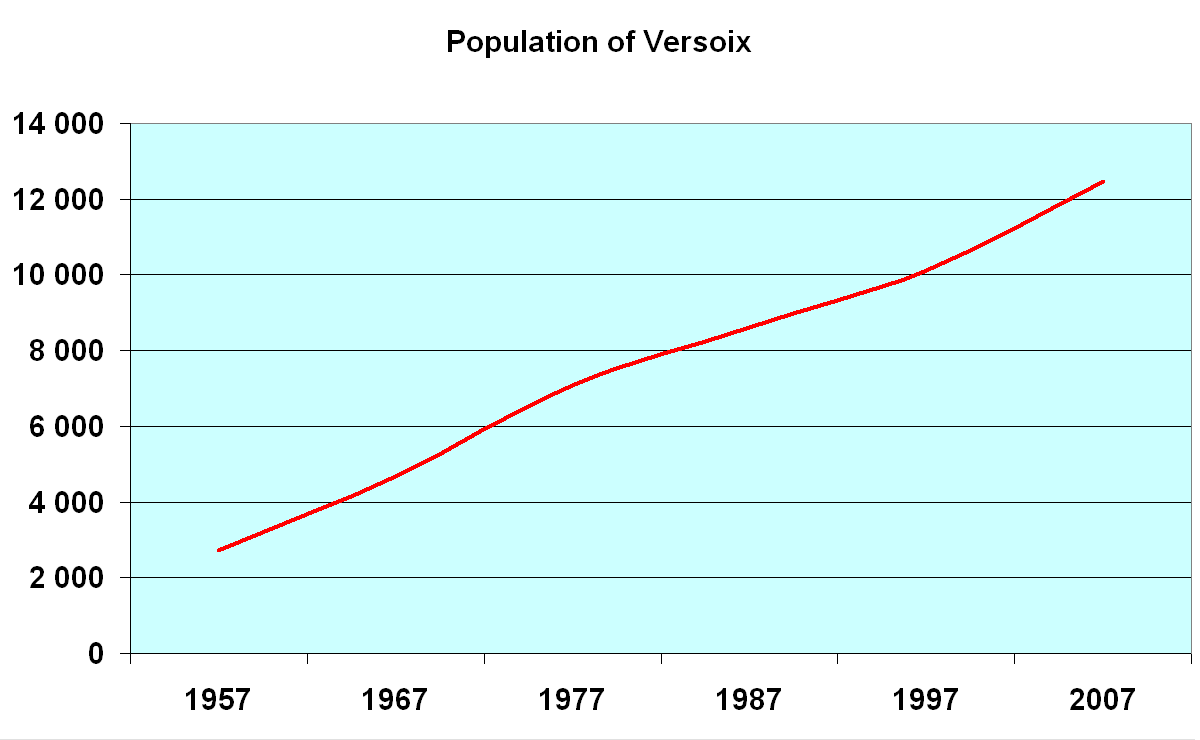
1957년에서 2007년까지 베르수아의 인구

역사적 인구는 다음 차트에 나와 있다.

## 국가중요문화재

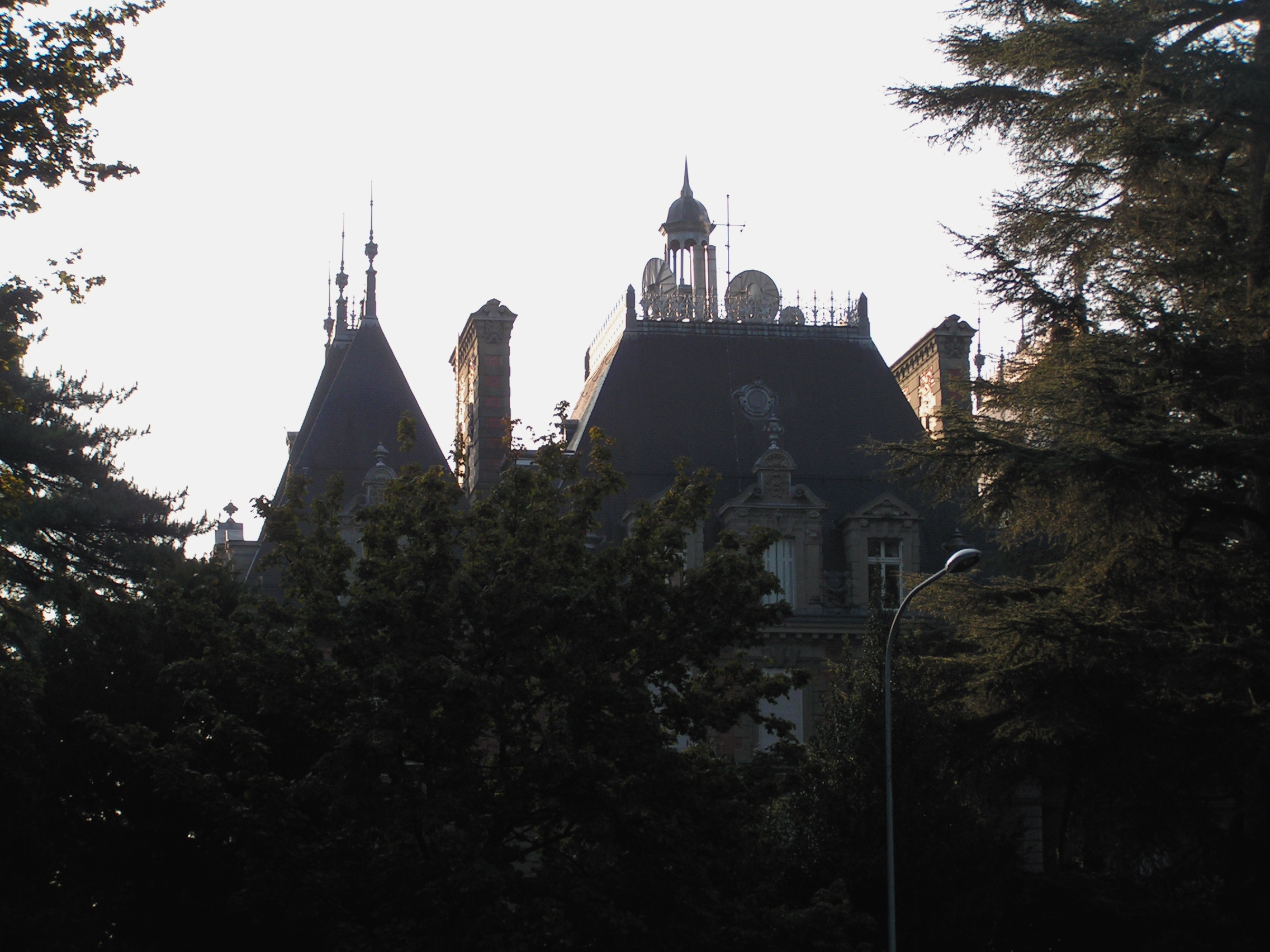
Roof of Villa Bartholony

청동기 시대 해안 정착지인 부르와 바르톨로니 빌라(Villa Bartholony)(상수치)는 국가적으로 중요한 스위스 문화유산으로 등재되어 있다. 부르 정착지는 유네스코 세계 문화 유산으로 지정된 알프스 주변의 선사시대 말뚝 주거지의 일부이다.

## 볼거리

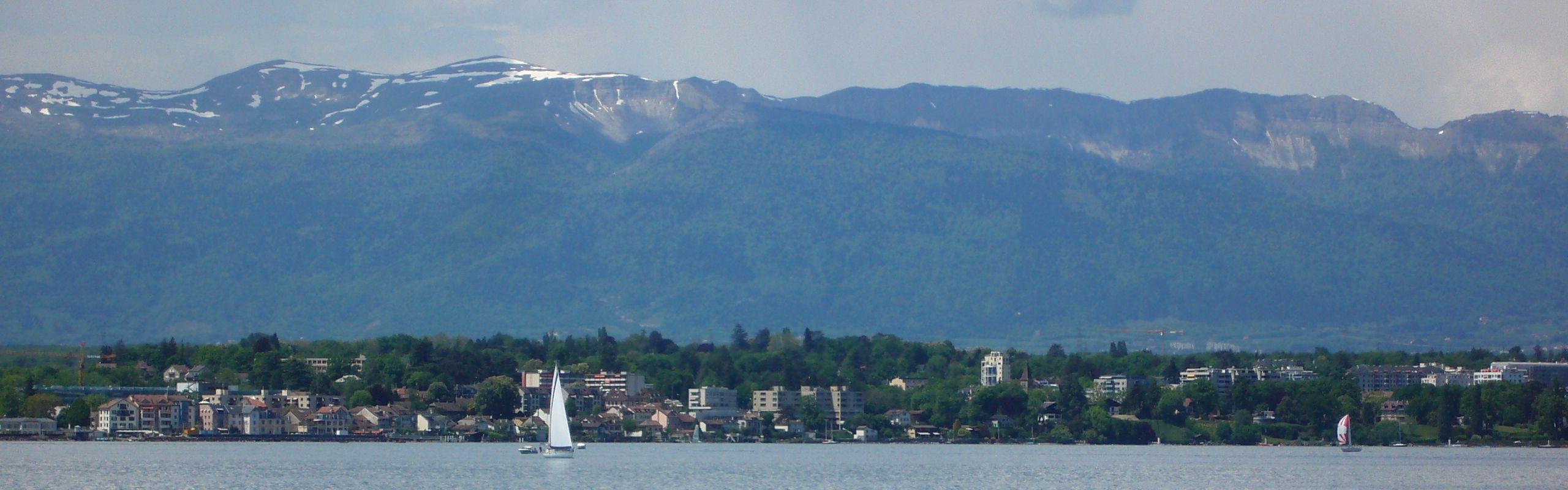
제네바호에서 본 베르수아, 2008

환경, 과학 및 기술 분야의 많은 인도주의 단체와 기타 단체의 허브이다. 제네바 대학은 베르수아에 캠퍼스 일부, 특히 천문학과와 천문대를 두고 있으며, 국제 적십자 위원회는 그곳에 훈련 센터를 운영하고 있다. 베르수아에는 공식 음악 밴드인 베르수아 시립 음악단(Musique Municipale de Versoix)가 있으며 음악 학교도 제공한다. 베르수아는 또한 겨울 동안 해안선에서 주로 볼 수 있는 인상적인 고드름으로 유명하다.

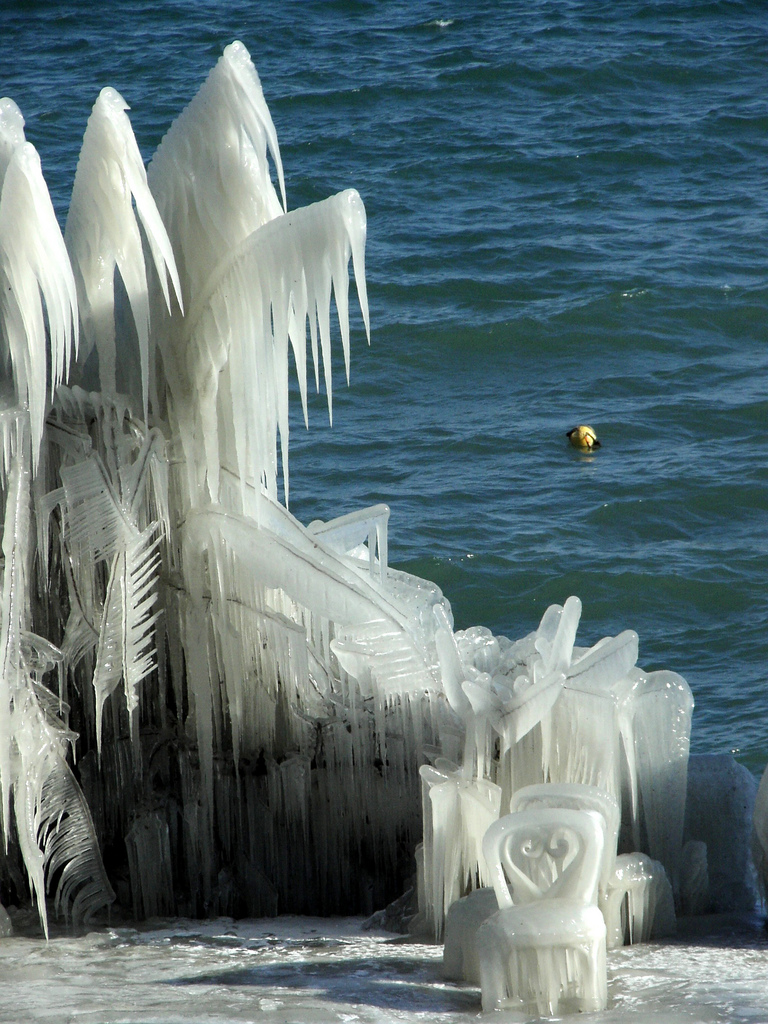
호숫가의 고드름

### 초콜릿

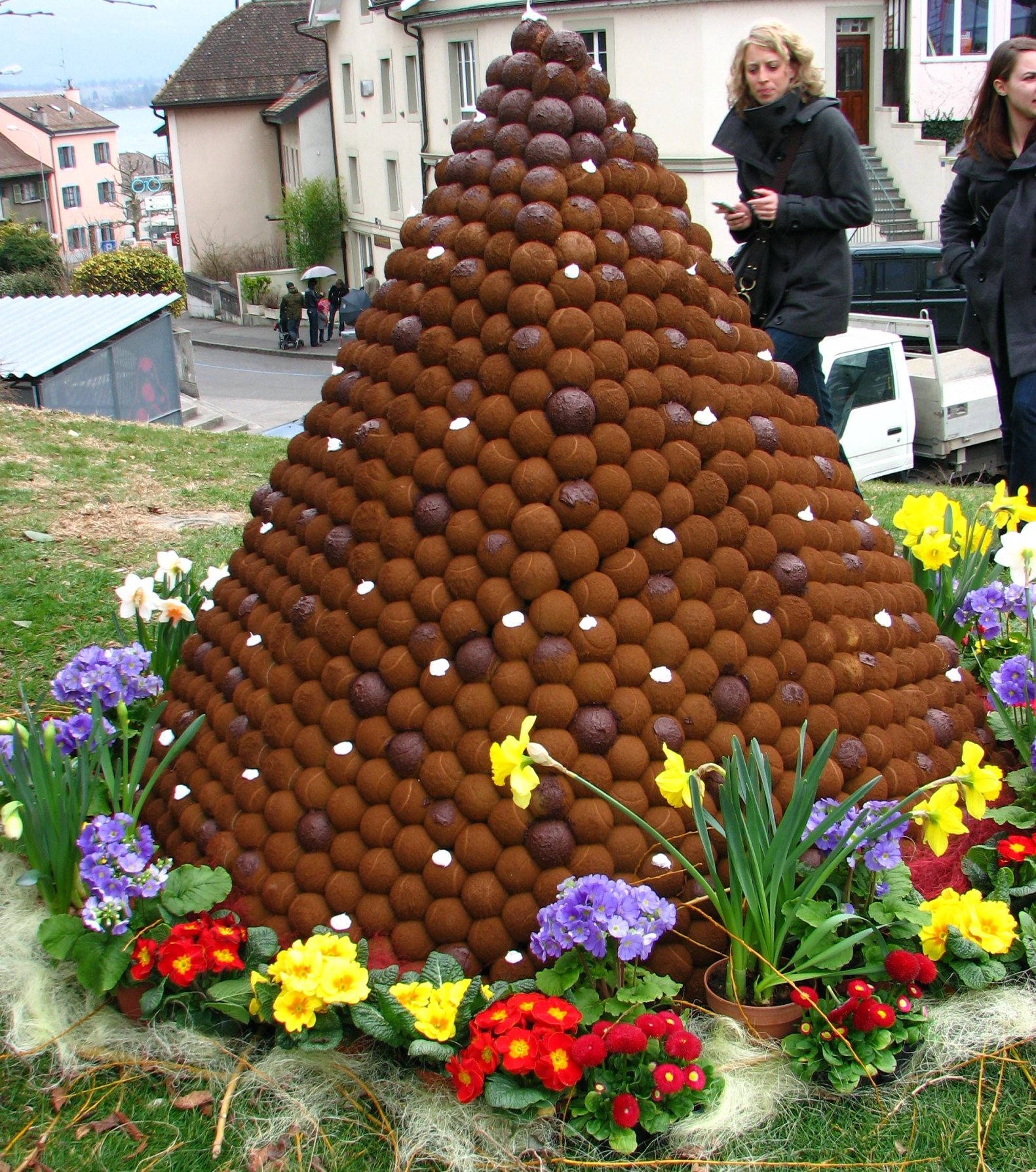
2010년 초콜릿 축제의 전시품

스위스 초콜릿 제조업체 파바지(Favarger)는 베르수아에 본사와 공장이 있다. 2004년부터 베르수아는 초콜릿 축제를 조직했다. 이 축제에서는 다양한 수제 초콜릿을 맛보고 파바지 초콜릿 공장을 방문할 수 있다. 보물찾기와 같은 재미있는 활동이 있다.

## 정치
2007년 연방 선거에서 가장 인기 있는 정당은 22.27%의 득표율을 기록한 SVP였다. 다음으로 가장 인기 있는 3개 정당은 녹색당 (18.16%), SP (17.05%), LPS (13.65%)였다. 이번 연방 총선에서는 총 2,338표가 투표율 42.7%를 기록했다.
2009년 대평의회 선거에는 총 5,631명의 등록 유권자가 있었고, 그중 1,919명(34.1%)이 투표했다. 이번 선거에서 지자체에서 가장 인기 있는 정당은 16.1%의 득표율로 자유당이었다. 광역 선거에서 그들은 가장 높은 득표율을 얻었다. 두 번째로 인기 있는 정당은 Les Verts (15.9%)로 주 전체 선거에서 2위를 차지했으며, 세 번째로 인기 있는 정당은 Les Socialistes (11.9%)로 주 전체 선거에서 4위를 차지했다.
2009년 참사당 선거에는 총 5,635명의 등록 유권자가 있었고, 그중 2,286명(40.6%)이 투표했다.
2011년에는 모든 지자체가 지방 선거를 실시했으며, 베르수아에서는 시의회에 27개의 공석이 열렸다. 등록 유권자는 총 7,640명이었고, 그중 2,857명(37.4%)이 투표했다. 2,857표 중 14표는 무효표, 30표는 무효표, 269표는 명단에 없는 이름이었다.

## 경제
2010년 기준, 베르수아의 실업률은 7.2%였다. 2008년 기준으로 1차 경제 부문에 44명이 고용되어 있고, 이 부문에 약 13개 기업이 참여하고 있다. 421명이 2차 부문에 고용되었고, 이 부문에 66개의 기업이 있었다. 2,060명이 3차 부문에 고용되었으며, 이 부문에는 277개의 기업이 있다. 시정촌 주민은 4,864명으로 일정 정도 고용되었으며, 그중 여성이 전체 노동력의 46.1%를 차지하였다.
2008년에 정규직에 상응하는 총 일자리 수는 2,146개였다. 1차 부문의 일자리 수는 34개였으며, 그중 20개는 농업, 11개는 임업 또는 목재 생산, 2개는 어업 또는 어업이었다. 2차 부문의 일자리 수는 405개였으며, 그중 248개(61.2%)가 제조업, 8개(2.0%)가 광업, 135개(33.3%)가 건설에 종사했다. 3차 부문의 일자리는 1,707개였다. 3차 부문에서; 249개(14.6%)는 도소매 또는 자동차 수리업, 40개(2.3%)) 상품 이동 및 보관, 135개(7.9%) 호텔 또는 레스토랑, 12개(0.7%)) 정보 산업이었다. 51개(3.0%)가 보험 또는 금융 산업, 77개(4.5%)가 기술 전문가 또는 과학자, 665개(39.0%)가 교육, 278개(16.3%)가 의료 분야였다.
2000년 기준 자치단체로 통근하는 근로자는 1,534명, 출퇴근자는 3,669명이었다. 지자체는 근로자의 순수출 지자체로, 1명이 전입할 때 약 2.4명의 근로자가 지자체를 떠나고 있다. 베르수아에 들어오는 인력의 약 10.7%는 스위스 외부에서 오고, 현지인의 0.3%는 일을 위해 스위스에서 출퇴근한다. 근로 인구 중 18.5%가 출퇴근용 대중교통을, 63.9%가 자가용을 이용하였다..

## 종교
2000년 인구 조사에서 로마 가톨릭 신자는 3,667명(35.6% )이었고, 스위스 개혁 교회는 1,963명(19.0%) 이었다. 나머지 인구 중 정교회 교인은 191명(인구의 약 1.85%), 크리스찬 가톨릭 교회 교인은 13명(인구의 약 0.13%), 265명이었다. 다른 기독교 교회에 속한 개인(또는 인구의 약 2.57%). 유대인은 45명(인구의 약 0.44% )이었고, 이슬람교는 554명(인구의 약 5.37%)이었다. 46명의 불교가 있었다. 54명의 힌두교와 다른 종교에 속한 23명이 있었다. 2,311명(인구의 약 22.42%)은 무교, 불가지론 또는 무신론자였으며, 1,177명(인구의 약 11.42%)이 질문에 대답하지 않았다.

## 교육
베르수아에서는 인구의 약 2,774명(26.9%)이 필수가 아닌 고등 교육 을 이수했으며 2,132명(20.7%)이 추가 고등 교육( 대학 또는 응용학문대학)을 마쳤다. 고등 교육을 이수한 2,132명 중 31.4%가 스위스 남성, 26.9%가 스위스 여성, 22.2%가 비 스위스계 남성, 19.5%가 비 스위스계 여성이었다.
2009-2010학년도 동안 베르수아 학교 시스템에는 총 3,061명의 학생이 있었다. 제네바주의 교육 시스템은 어린이들이 2년 동안 의무가 아닌 유치원에 다닐 수 있도록 허용한다. 그 학년도에 유치원에 다니는 어린이가 200명이었다. 주의 학교 시스템은 2년의 비필수 유치원을 제공하며 학생들은 6년 동안 초등학교에 다닐 것을 요구하며, 일부 어린이는 소규모의 특수 수업에 다녔다. 베르수아에는 유치원이나 초등학교에 다니는 413명의 학생이 있었고, 65명의 학생은 소규모의 특수 학급에 있었다. 중등 학교프로그램은 3년의 낮은 의무 교육 과정과 3년에서 5년의 선택적인 고급 학교로 구성된다. 베르수아에는 413명의 중학생이 학교에 다녔다. 605명의 시립 중고등학생과 전문 대학이 아닌 트랙 프로그램에 다니는 90명의 학생이 있었다. 추가로 596명의 학생이 사립학교에 다녔다.
2000년 기준으로, 베르수아에는 다른 지자체에서 온 1,082명의 학생이 있었고 688명의 거주자는 지자체 외부의 학교에 다녔다.
베르수아는 볼레로 빌딩에 있는 베르수아 공립 도서관의 본거지이다.
베르수아에는 Ami-Argand, 봉세주르(Bon Séjour), École Lachenal 및 몽플뢰리의 4개 초등학교가 있다. 이 학교는 유치원에서 6학년까지이다. 콜레주 데 콜롬비에르(Collège des Colombieres)라는 공립 중학교가 있다. 이 학교는 7학년부터 9학년까지이다. 베르수아, Genthod, 벨뷰, 셀리니, 샤반 데 부아(Chavannes-des-Bois) 및 크라시에(Crassier)의 학생들이 이 학교에 다닌다. 베르수아에는 고등학교가 없으므로 학생들은 제네바로 가야 한다. 베르수아-르망 대학교와 제네바 영어 학교의 중등 캠퍼스에 두 개의 사립 학교가 있다.

## 스포츠

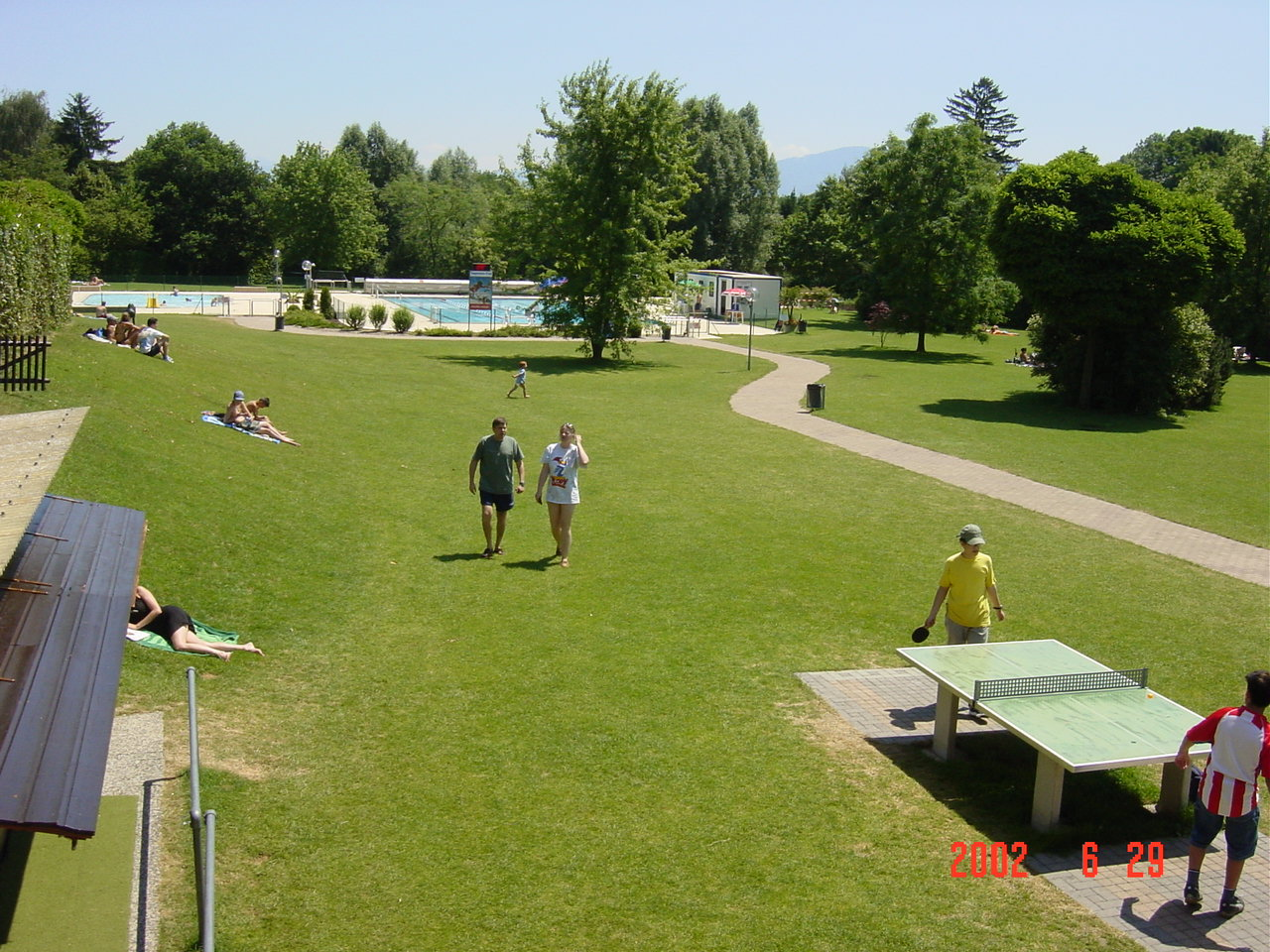
2002년 베르수아 스포츠 센터

베르수아에는 라베카시에(La Bécassière)라는 스포츠 센터가 있다. 2개의 수영장, 축구장, 농구장, 비치발리볼 코트가 있다. 베르수아의 수영장은 2개의 야외 수영장, 스낵바, 테라스가 있는 레스토랑 및 놀이터로 구성되어 있다.
베르수아는 베르수아 숲에 2.4km의 파쿠르 VITA-FUITE를 보유하고 있다.

## 교통
- 베르수아역